# YouTube TV
YouTube TV — сервис потокового телевидения, который предлагает прямые трансляции, видео по запросу и облачные видеорегистраторы из более чем 85 телевизионных сетей, включая вещательные сети «Большой тройки», FOX Network и PBS на большинстве рынков. Он принадлежит YouTube, дочерней компании Google, и доступен только в Соединенных Штатах.
YouTube TV был запущен 28 февраля 2017 года и является презентационным партнером Мировой серии и Финала НБА. По состоянию на январь 2021 года у YouTube TV более 3 миллионов подписчиков.

## История
YouTube TV начал транслироваться в апреле 2017 года на пяти рынках США — в Нью-Йорке, Лос-Анджелесе, Чикаго, Филадельфии и Сан-Франциско. В дополнение к национальным сетям США YouTube TV транслирует каналы, принадлежащие этим сетям, их корпоративным владельцам и другим медиа-компаниям. Другие каналы включают CNBC, MSNBC, BBC World News, Smithsonian Channel (совместное предприятие Showtime Networks и Смитсоновского института), Sundance TV (принадлежит AMC Networks), многочисленные спортивные каналы, Disney Channel (принадлежит Walt Disney Company) и BBC America (совместно принадлежат AMC Networks и Би-би-си). Пользователи YouTube TV также имеют доступ к оригинальным фильмам и шоу YouTube Premium, хотя для бесплатного контента и расширенных функций приложения требуется дополнительная подписка на Premium.
Также в 2017 году YouTube добавил сеть MLB и региональные соглашения с «Сиэтл Саундерс» и ФК «Лос-Анджелес» из Высшей лиги футбола.
14 февраля 2018 года YouTube TV начал транслировать кабельные сети Turner Broadcasting System, принадлежащие Time Warner (включая, среди прочего, TBS, TNT, CNN и Cartoon Network). Кроме того, YouTube TV также объявила о сделке по добавлению NBA TV и MLB Network. Благодаря этим дополнительным каналам сервис впервые увеличил свою ежемесячную цену в марте 2018 года с 34,99 до 39,99 долларов США, при этом «дедушкина оговорка» или отказ не были доступны.
В январе 2019 года сервис расширился и охватил 98 процентов домохозяйств США. В марте 2019 года YouTube TV был запущен в Глендайве, штат Монтана, став таким образом доступным на всех телевизионных рынках Соединенных Штатов.
10 апреля 2019 года YouTube TV добавил девять сетей, принадлежащих Discovery, Inc., доведя сервис до 70 каналов. Сервис объявил о втором ежемесячном повышении цен с 39,99 до 49,99 долларов, не привлекая существующих клиентов и не позволяя им отказаться.
29 июля 2019 года во время летнего пресс-тура Ассоциации телевизионных критиков в Пасадине, штат Калифорния, YouTube TV объявила, что подписала многолетнее соглашение с PBS, позволяющее транслировать прямые трансляции станций-участниц PBS и детского канала PBS уже в четвёртом квартале 2019 года. На 15 декабря 2019 года на YouTube TV были добавлены первые партнерские станции PBS.
20 февраля 2020 года YouTube TV достиг соглашения с WarnerMedia о включении HBO и Cinemax в качестве дополнений и предоставлении доступа к предстоящему потоковому сервису HBO Max с подпиской на HBO.
7 мая 2020 года YouTube TV заключил расширенную многолетнюю сделку с ViacomCBS, чтобы добавить основные кабельные сети компании, которые заметно отсутствовали с момента запуска стримера. Сделка также подразумевает продолжение обязательств по распространению услуг премиум-подписки ViacomCBS, включая Showtime, на YouTube TV, а также расширенное партнерство для распространения контента медиакомпании на более широких платформах YouTube. Восемь каналов были добавлены 30 июня, в результате чего YouTube TV стал более чем 85 каналами. Добавление сопровождалось третьим ежемесячным повышением цен на услугу с 49,99 до 64,99 долларов, в которой также не было положений о «дедушкиной оговорке» или об отказе. Некоторые конкуренты, такие как Hulu + Live TV и FuboTV, также со временем ввели аналогичное повышение цен.
3 сентября 2020 года YouTube TV добавил сеть NFL в свою базовую линейку и анонсировал дополнительный пакет Sports Plus, который включает в себя спортивные сети премиум-класса, такие как NFL RedZone, MavTV, GolTV, Fox Soccer Plus, Stadium и TVG за дополнительную плату.
1 декабря 2020 года YouTube TV объявил о соглашении о передаче NewsNation от Nexstar Media Group (бывшая WGN America), начиная с января 2021 года.
16 марта 2021 года YouTube TV объявил, что в линейку будут добавлены семь других сетей ViacomCBS более низкого уровня, которые были обещаны, но не добавлены в анонсе от 7 мая.
2 сентября 2021 года YouTube TV объявил, что 8 сентября beIN Sports, Outside TV, VSiN и другие будут добавлены в их дополнительный пакет Sports Plus.
YouTube TV предлагает облачный сервис видеорегистратора с неограниченным хранилищем, который сохраняет записи в течение девяти месяцев. Каждая подписка может быть разделена между шестью учётными записями и допускает до трех одновременных потоков.

## Поддержка устройств
Поддерживаемые устройства YouTube TV включают в себя:
Умные телевизоры
- Android TV
- LG Smart TV (на WebOS 3.0 или выше)
- Samsung Smart TV (только модели 2016 года и более поздних версий)
- Vizio Smartcast
- Roku Smart TV
- Hisense Smart TV
- Sharp Smart TV
- Walton Smart TV

Потоковые медиаплееры
- Chromecast
- Chromecast с Google TV
- Nvidia Shield TV
- Медиаплееры Roku
- Amazon Fire TV
- Apple TV (4-е поколение и 4K)

Игровые приставки
- PlayStation 4 (оригинальная модель, PS4 Slim и PS4 Pro)
- PlayStation 5 (базовая и цифровая версии)
- Xbox 360 (Оригинальная модель, Базовая модель, модель E, Модель S, Элитная модель, Аркадная модель и модель Pro)
- Xbox One (оригинальная модель, Xbox One, Xbox One S All Digital Edition и Xbox One X)
- Xbox Series X/S

Мобильные устройства
- На Android
- На iOS (10.x или выше)

Компьютеры
- На Chrome OS
- На Linux
- На Windows
- На MacOS

## Споры и сделки
В феврале 2020 года YouTube TV объявил, что принадлежащие Sinclair Broadcast Group региональные спортивные сети (включая Fox Sports Networks и YES Network), вероятно, будут отключены от сервиса 28 февраля 2020 года, сославшись на высокие сборы за перевозку. В тот день YouTube TV объявила, что достигла временного соглашения о продолжении предоставления каналов на платформе, пока ведутся переговоры. 5 марта 2020 года YouTube TV и Sinclair достигли нового соглашения о продолжении вещания всех каналов Fox RSN, кроме трех — YES Network, Fox Sports Prime Ticket и Fox Sports West. Однако 1 октября 2020 года сети были отключены от сервиса после того, как две стороны не смогли прийти к соглашению о пересмотре условий. В том же месяце YouTube TV прекратил вещание NESN, на котором транслируются матчи «Бостон Ред Сокс» и «Бостон Брюинз».
В сентябре 2021 года YouTube TV вступил в спор с NBCUniversal при ведении переговоров о продлении их контракта, причем последний предупредил, что его каналы будут удалены из сервиса, если они не смогут достичь соглашения к концу месяца. По сообщениям, NBC потребовала, чтобы YouTube TV объединил свой потоковый сервис Peacock, в то время как YouTube TV объявил, что снизит их цену на 10 долларов, если контракт не будет продлен. Обе компании не смогли достичь соглашения к 1 октября, но согласился на «короткое продление», чтобы избежать отключения каналов. Сделка была достигнута днем позже.
В декабре 2021 года YouTube TV вступил в спор с Walt Disney Company по поводу продления их контракта, предупредив клиентов о возможном удалении ABC, Disney Channel, ESPN, Freeform, FX, National Geographic и других сетей, принадлежащих Disney, если они не смогут достичь соглашения. Google и Disney не смогли продлить свой контракт до истечения срока действия, что привело к первому отключению YouTube TV, связанному с контрактом. Это было решено днем позже, и две компании заключили новую сделку.